# Rivière du Sud (rivière Richelieu)
Pour les articles homonymes, voir Sud (homonymie) et Rivière du Sud.
La rivière du Sud est un affluent de la rivière Richelieu, coulant successivement dans les municipalités de Saint-Alexandre, Saint-Sébastien, Clarenceville et Henryville, dans la MRC Le Haut-Richelieu, en Montérégie, sur la rive-sud du Fleuve Saint-Laurent, dans la province de Québec, au Canada.
L'agriculture constitue la principale activité économique de cette petite vallée ; la foresterie, en second dans la partie inférieure du cours d'eau.
La surface de la rivière est généralement gelée de la mi-décembre à la fin mars. La circulation sécuritaire sur la glace se fait généralement de fin décembre à début mars. Le niveau de l'eau de la rivière varie selon les saisons et les précipitations.

## Géographie
Les principaux bassins versants voisins de la "rivière du Sud" sont :
- côté nord : rivière des Hurons ;
- côté est : rivière Yamaska ;
- côté sud : lac Champlain, baie Missisquoi ;
- côté ouest : rivière Richelieu.

La rivière du Sud prend ses eaux de tête à la confluence des ruisseaux Méthé et Martel, en zone agricole. Cette source est située à 4,3 km au sud du village de Saint-Alexandre lequel est situé du côté sud du Mont Saint-Grégoire.
La rivière du Sud coule sur 10,8 km vers le sud-ouest au sud du village de Saint-Alexandre en zones agricoles, en passant à l'est du village de Henryville, jusqu'à la limite des zones de marais. Puis, la rivière coule sur 3,4 km vers le sud-ouest, en zone de marais, jusqu'à la décharge du ruisseau de la Boue (venant du sud) situé à 350 m à l'ouest du Pont Couture. Ce dernier segment, la rivière du Sud se dédouble ; et le second cours coule en parallèle (du côté sud) sur 3,4 km en passant au nord de Hawley's Corner.
Le dernier segment la rivière du Sud coule sur 5,4 km vers le nord, en zones de marais, en passant sous le pont Métivier (soit la route 225), pour aller rejoindre la rive est de la rivière Richelieu, formant une pointe s'avançant vers le nord, désignée la "Pointe du Gouvernement".
L'embouchure de la rivière du Sud est située sur les limites des seigneuries de Noyan et de Sabrevois, tout près de l'Île aux Noix, à 16,7 km en aval du pont Jean-Jacques-Bertrand situé à Lacolle et à 26,7 km en aval de la frontière Canada-États-Unis.

## Histoire
En 1845, la route de Henryville est prolongée jusqu'à la rivière Richelieu où un bac fait la navette entre la "Pointe du Gouvernement" et le quai de Saint-Paul aménagé sur la rive ouest de la rivière Richelieu. Ultérieurement, ce segment routier a été abandonné.
Entre 1759 et 1760, un blockhaus est érigé par les troupes françaises afin de protéger l'île aux Noix des troupes anglaises pouvant venir du sud ; le risque étant que les troupes anglaise pouvaient la contourner en utilisant la "rivière du Sud", et un autre a été aménagé sur la "pointe du Gouvernement". À l'approche des troupes anglaises, ils sont tous deux abandonnés. Sur le plan militaire, cette rivière avait une position stratégique, car elle constituait le cours d'eau le plus direct pour se rendre à la baie Missisquoi et au lac Champlain. Joseph Bouchette, arpenteur général du Bas-Canada, a utilisé la désignation « Rivière du Sud » en écrivant : « elle est navigable pour les batteaux et les canots l'espace d'environ six milles » (Description topographique la province du Bas-Canada, 1815).

## Toponymie
Les premiers colons à s'établir dans ce secteur provenaient de Cap-Saint-Ignace (région Chaudière-Appalaches) où l'on retrouve également une "rivière du Sud". Ces colons auraient utilisé le même toponyme.
Le toponyme « Rivière du Sud » a été officialisé le 5 décembre 1968 à la Banque des noms de lieux de la Commission de toponymie du Québec.